# Dywizje polowe Luftwaffe

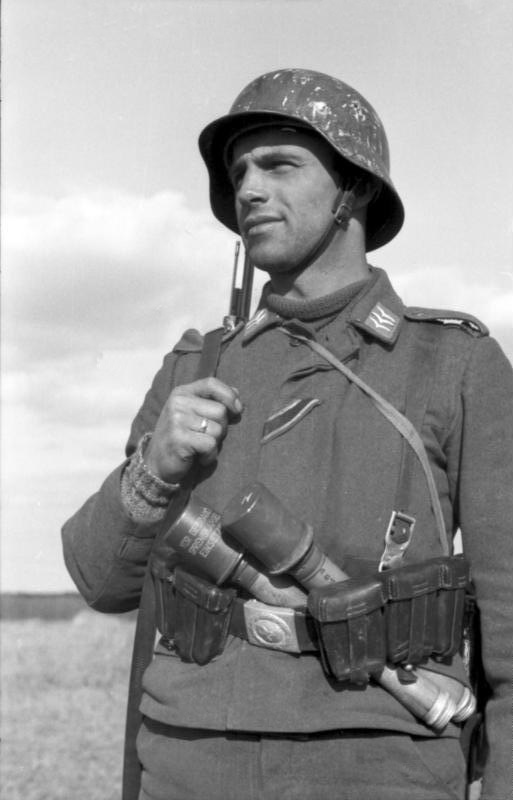
Żołnierz jednej z polowych dywizji Luftwaffe, Rosja 1942

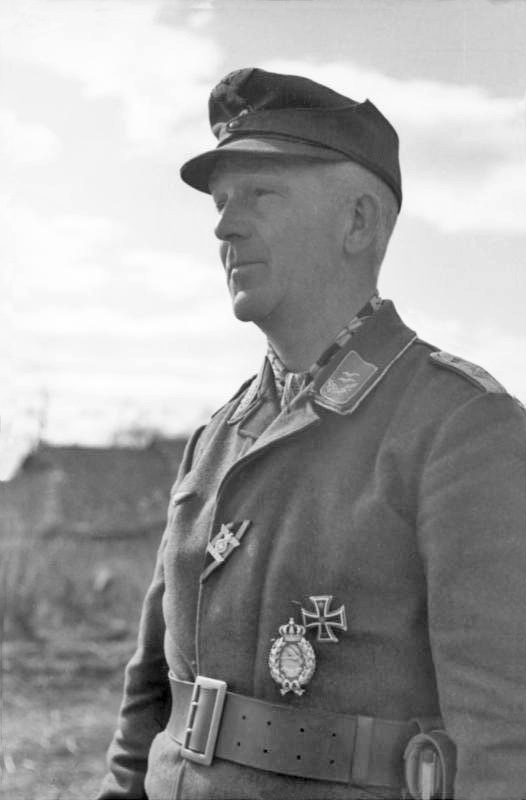
Oficer jednej z polowych dywizji Luftwaffe, Rosja 1942

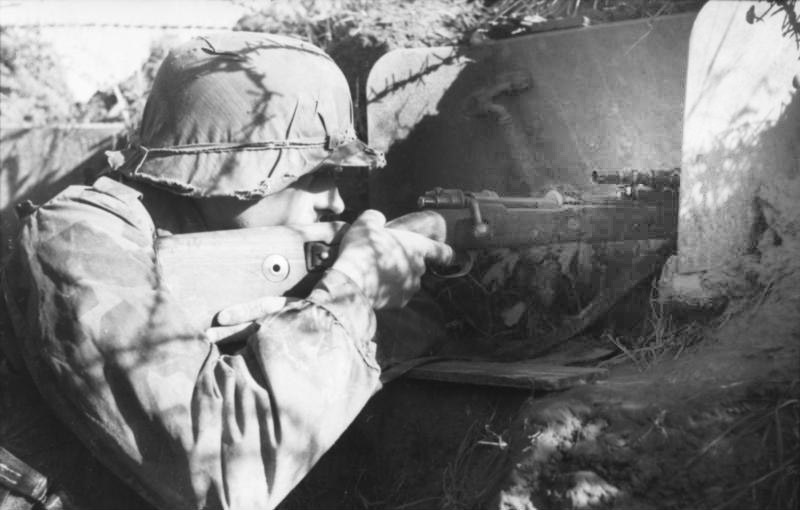
Żołnierz jednej z polowych dywizji Luftwaffe z karabinkiem Mauser Kar98k wyposażonym w celownik ZF41, Rosja 1942

Dywizje polowe Luftwaffe (niem. Luftwaffen-Felddivision lub LwFD) – niemieckie dywizje piechoty z okresu II wojny światowej, tworzone z personelu Luftwaffe.
Straty poniesione przez Wehrmacht zimą 1941/42 zmusiły niemieckie Naczelne Dowództwo Wojsk Lądowych do szybkiego znalezienia możliwości uzupełnienia poniesionych strat. Analizy wykazały, że zbędne nadwyżki personelu posiada Luftwaffe i Adolf Hitler w 1942 roku nakazał formowanie z nich dywizji polowych. Jednakże Hermann Göring wymógł, by nowe jednostki nie weszły w skład wojsk lądowych, ale pozostały pod zwierzchnictwem Luftwaffe, pomimo że dowództwo nad nimi przejęłaby armia.
Pierwsza powstała Dywizja Polowa Luftwaffe Meindl (na początku 1942 roku). Kolejne dywizje zaczęły powstawać we wrześniu i miały strukturę batalionową (cztery bataliony piechoty, dywizjon artylerii oraz batalion przeciwpancerny) oraz słabe oddziały wsparcia, często jedynie na poziomie kompanii. Tym samym oddziały te były znacznie słabsze od tradycyjnych dywizji piechoty. Również poziom wyszkolenia polowego był bardzo niski. Dowódcy pododdziałów, którzy najczęściej posiadali wykształcenie lotnicze, nie radzili sobie w walkach lądowych. Po wielu klęskach w 1943 roku część dywizji polowych Luftwaffe rozwiązano, a pozostałe podporządkowano Naczelnemu Dowództwu Wojsk Lądowych. Dokonano też reorganizacji ocalałych dywizji do standardów obowiązujących w piechocie (3 dwubatalionowe pułki piechoty). Wymieniono prawie wszystkich dowódców i obsadzono stanowiska doświadczonymi oficerami.
Decyzja o utworzeniu dywizji polowych Luftwaffe okazała się fatalna w skutkach, oddziały te nie sprawdziły się na polu walki i poniosły olbrzymie straty na froncie wschodnim. Ogółem utworzono 22 dywizje polowe Luftwaffe:
- Dywizja Polowa Luftwaffe Meindl (rozwiązana w grudniu 1942 roku w celu utworzenia 21. i 22, Dywizji Polowej Luftwaffe)
- 1 Dywizja Polowa Luftwaffe
- 2 Dywizja Polowa Luftwaffe
- 3 Dywizja Polowa Luftwaffe
- 4 Dywizja Polowa Luftwaffe
- 5 Dywizja Polowa Luftwaffe
- 6 Dywizja Polowa Luftwaffe
- 7 Dywizja Polowa Luftwaffe
- 8 Dywizja Polowa Luftwaffe
- 9 Dywizja Polowa Luftwaffe
- 10 Dywizja Polowa Luftwaffe
- 11 Dywizja Polowa Luftwaffe
- 12 Dywizja Polowa Luftwaffe
- 13 Dywizja Polowa Luftwaffe
- 14 Dywizja Polowa Luftwaffe
- 15 Dywizja Polowa Luftwaffe
- 16 Dywizja Polowa Luftwaffe
- 17 Dywizja Polowa Luftwaffe (stacjonarna)
- 18 Dywizja Polowa Luftwaffe (stacjonarna)
- 19 Dywizja Polowa Luftwaffe
- 20 Dywizja Polowa Luftwaffe
- 21 Dywizja Polowa Luftwaffe (częściowo zmotoryzowana)

ponadto rozpoczęto formowanie 22 Dywizji Polowej Luftwaffe, jednak procesu tego nie ukończono.